# Тассембедо, Сумаила
Сумаила́ Тассембедо́ (фр. Soumaila Tassembedo; 27 ноября 1983, Пени, Верхняя Вольта) — буркинийский футболист, защитник клуба «Этуаль Филант», выступал за сборную Буркина-Фасо.

## Карьера

### В клубе
Тассембедо начал свою карьеру в буркинийском клубе «Этуаль Филант», в составе которого стал чемпионом Буркина-Фасо в 2001 году, трижды выиграл Кубок страны (2000, 2001, 2003) и один раз Суперкубок в 2003 году. В 2004 году подписал контракт с молдавским «Шерифом». В 2006 году футболист перенес операцию на крестообразных связках в немецком Штраубинге. С тираспольским клубом Тассембедо четырежды становился чемпионом Молдавии, по два раза выиграл Кубок и Суперкубок страны. В январе 2009 года Самуила был на просмотре в немецком клубе «Алемания» (Ахен), но трансфер не состоялся, футболист вернулся в «Этуаль Филант».

### В сборной
За сборную Буркина-Фасо Тассембедо дебютировал в 2001 году. В 2002 году принял участие в розыгрыше Кубок африканских наций. Всего за сборную выступал до 2008 года, провёл 22 матча.

## Достижения
- Чемпион Буркина-Фасо (1): 2001
- Обладатель Кубка Буркина-Фасо (3): 2000, 2001, 2003
- Обладатель Суперкубка Буркина-Фасо (1): 2003
- Чемпион Молдавии (4): 2004/05, 2005/06, 2006/07, 2007/08
- Обладатель Кубка Молдавии (2): 2005/06, 2007/08
- Обладатель Суперкубка Молдавии (2): 2005, 2007